# Upton St Leonards
Upton St Leonards – wieś w Anglii, w hrabstwie Gloucestershire, w dystrykcie Stroud. Leży 8 km na północny wschód od miasta Gloucester i 150 km na zachód od Londynu.